# Prefettura del pretorio d'Oriente
La prefettura del pretorio d'Oriente (latino: praefectura praetorio Orientis; greco: ἔπαρχότητα/ὑπαρχία τῶν πραιτωρίων τῆς ἀνατολῆς) era una delle quattro grandi prefetture del pretorio in cui era diviso il tardo Impero romano. Comprendeva la gran parte dell'Impero romano d'Oriente e aveva come capitale Costantinopoli: per questo motivo il prefetto del pretorio d'Oriente era il secondo uomo più potente d'Oriente, dopo l'imperatore, di cui era spesso primo ministro.
La prefettura nacque dopo la morte di Costantino I, nel 337, quando suo figlio e successore in Oriente, Costanzo II, ricevette un prefetto del pretorio come suo primo aiutante. La porzione di impero assegnata a Costanzo ricopriva quattro delle successive diocesi, e si estendeva dai Balcani, amministrati dalla diocesi di Tracia, all'Asia Minore, poi divisa tra le diocesi di Asia e Ponto, al Medio Oriente, corrispondente alle diocesi di Oriente ed Egitto.
La prefettura del pretorio d'Oriente fu sciolta in occasione della introduzione del sistema dei thémata, nel VII secolo.

## Lista dei prefetti del pretorio d'Oriente
- Pompeo Probo (310-314)
- Giulio Giuliano (315-324)
- Flavio Costanzo (324-326)
- Evagrio (326)
- Ablabio (329-337/8)
- Settimio Acindino (338-340)
- Flavio Domizio Leonzio (341-344)
- Filippo (344-351)
- Tallasio (351-353)
- Domiziano (353)
- Strategio Musoniano (354-358)
- Elpidio (360-361)
- Saturnino Secondo Salustio (361-365)
- Nebridio (365)
- Saturnino Secondo Salustio (365-367)
- Ausonio (367-369)
- Domizio Modesto (369-377)
- Aburgio (378)[1]
- Neoterio (380-381)
- Floro (381-383)
- Postumiano (383)[2]
- Materno Cinegio (18 gennaio 384 - 14 marzo 388)
- Flavio Eutolmio Taziano (388-392)
- Flavio Rufino (392-395)
- Flavio Cesario I (395-397)
- Flavio Eutichiano I (397-399)
- Aureliano (399)
- Flavio Eutichiano II (399-400)
- Cesario II (400-403)
- Eutichiano III (404-405)
- Antemio (405-414)
- Monaceio I (10 maggio-30 novembre 414)
- Aureliano II (414-416)
- Monaceio II (26 agosto 416 - 27 maggio 420)
- Eustazio (420-422)
- Asclepiodoto (423, 14 febbraio-425, 1º febbraio)
- Aezio (425)
- Flavio Ierio (425, 22 settembre-428)
- Florenzio (428, 21 aprile-430, 11 febbraio)
- Antioco Chuzon (430-431)
- Rufino (431-432)
- Flavio Ierio II (432)
- Tauro (console 428) (433-434)
- Antemio Isidoro (435, 29 gennaio-436, 4 agosto)
- Dario (436-437)
- Florenzio II (438, 31 gennaio-439, 26 novembre)
- Ciro di Panopoli (439-441)
- Tommaso[3] (442)
- Apollonio (442-443)
- Zoilo (444)
- Ermocrate[4] (444)
- Tauro (445)
- Costantino (447)
- Antioco Chuzon (448)
- Florenzio Romano Protogene II (448-449)
- Ormisda (449-450)
- Palladio[5] (450-455)
- Costantino (456)
- Costantino (459)
- Viviano (459-460)
- Puseo (465)
- Eritrio? (466)
- Puseo (II o I se Eritrio fu prefetto dell'Illirico) (467)
- Nicostrato[6] (468)
- Armasio[7] (469-470)
- Costantino (471)
- Eritrio (472)
- Dioscoro (472-475)
- Epinico (475)
- Lorenzo[8] (475/476)
- Sebastiano (476-480)
- Dionisio[9] (480)
- Eliano (480)
- Eritrio (474/491)
- Sebastiano (II) (484)
- Eliano (sotto l'usurpatore Leonzio) (484)
- Basilio[10] (486)
- Dioscoro (489)
- Ierio[11] (494-496)
- Eufemio[12] (496: )
- Teodoro (prefetto?)[13] (497)
- Policarpo (498)
- Aspar Alipio Costantino[14] (502-505)
- Eustazio[15] (505-506)
- Leonzio (510)
- Zotico (511-512)
- Marino (515/517)
- Sergio (517)
- Flavio Apione (518 circa)
- Marino (519)
- Teodoro Pietro Demostene (521-522)
- Archelao (524-527)
- Mena (prima del 528)
- Teodoro Pietro Demostene? (529)